# Germán Choque Condori
Germán Choque Condori, conocido como Germán Choquehuanca, o Inca Waskar Choquehuanca o Inka Waskar Chukiwanka Kunturkanki (Antacollo, Huarina, La Paz; 11 de octubre de 1955-La Paz; 10 de febrero de 2021), fue un líder indígena boliviano que fungió como historiador indianista, docente universitario, entre sus aportaciones esta el rediseño y estandarización en el actual diseño de la wiphala.

## Biografía
Nació el 11 Octubre 1955, en Antacollo, Provincia de Omasuyos, Departamento de La Paz, Bolivia. Hijo de Eusebio Chuquihuanca Choque y Guadalupe Condori Cauna.
Estudio en el Colegio Nacional Simón Bolívar, posteriormente estudió Historia en la Universidad Mayor de San Andrés. Fue docente universitario, diputado nacional, y entre sus aportes está la restauración de la wiphala y el Año Nuevo Aymara.
Fundador de la primera universidad indígena Tawantinsuyu (UTA). Fue además militante del Movimiento Universitario Juan Apaza (MUJA), el Movimiento Indio Túpac Katari (Mitka), y otros como el Partido Indio (PI).
Fue diputado nacional por el Movimiento Indígena Pachakuti (MIP) entre la gestión 2002 y 2005, en esa ocasión cuestionó la legitimidad de la Constitución boliviana entonces vigente, señalando que “a los aymaras no nos han preguntado si queremos ser bolivianos”, un antecedente en el proceso que abrió las puertas a la realización de la Asamblea Constituyente que derivó en la nueva Constitución Política del Estado Plurinacional de Bolivia.
Falleció el 10 de febrero de 2021.

## Proclamación como Inca del Collasuyo

Wiphala, bandera representativa del Collasuyo y emblema de los indianistas restauracionistas del Tahuantinsuyo.

El 12 de octubre de 1992 fueron proclamados en la Plaza Mayor de San Francisco de La Paz, Germán Choquehuanca y Jaime Apaza, como “Incas del Collasuyo”, luego de haber sido electos por la hoja de coca mediante una ceremonia llevada a cabo en Laycacota. Germán fue rebautizado como Inca Huáscar y Jaime como Inca Atahualpa. Ambos personajes que eran representantes del indianismo, reafirmaron su lucha en el campo académico para conseguir la restauración del Estado Real del Collasuyo (que abarcaría territorios del Perú, Bolivia y Chile moderno) y Tahuantinsuyo (que también abarcaría territorios del Ecuador, Argentina y Colombia), así como la erradicación de la República de Bolivia, al que consideraban como “Estado usurpador y continuador del colonialismo”. Germán era el autor del libro “Origen y Constitución de la Wiphala” y “Bolívar enemigo del indio” (2002), además de haber sido quien rescató de manera pública el uso de la Wiphala como bandera de los pueblos del Collasuyo en 1979, bandera inspirada en la usada por Túpac Katari en el siglo XVIII. Su propuesta evidencia algunas tendencias Neopaganistas andinas y un potencial anticatolicismo.

“Velasco Alvarado le da importancia, pero no como indio sino como campesino, no como nación del Tahuantinsuyo, sino como peruanos, Juan Velasco Alvarado es el que ha desarticulado el ayllu, la marca y los ha cambiado por la comunidad agraria, lo agrario es muy usado por los comunistas, socialistas y nacionalistas de ese tiempo. […] El concepto indio les había molestado, a la casta oligárquica criolla, tanto de Lima y de La Paz, porque es un concepto histórico jurídico, porque la bula papal del 7 de junio de 1494 ha determinado de que este continente se llame Las Indias, dándole un gentilicio de indio para el habitante natural e indiano para el criollo o el español que ha nacido en estas tierras, y estos 2 conceptos se han usado […] es muy importante el término indio para combatir por la restauración del Tahuantinsuyo. Porque por detrás del campesino no, cualquiera puede ser campesino, un gringo, y otra persona, o extranjero, en cambio el indio es el habitante y dueño (legitimo) de nuestro continente…”.
Germán Choquehuanca, 2018

## Publicaciones
A lo largo de su vida publico algunas obras:
- 1992, Calendario Histórico de la Resistencia Indio. Inédito.
- 1992, Origen de la Wiphalas. Publicado presentación Presencia 30 marzo 1994.
- 1993, Suyu, inédito. 1994.juntando Piedras, publicado. Segunda edición publicado 2005.
- 1995, MUJA inédito. 1995. Himno Nacional Colonialista. Segunda edición Publicado en 2005. Tercera edición 1996,publicado en 2006.
- 1997, Escritura Quipu, inédito.
- 1998, Yuri Qalla publicado.
- 1999, AWIYALA, publicado. 2000. Guerraen el Tawantinsuyu, inédito.
- 2001, Loqa. Metro Inka, inédito.
- 2002, Bolívar Enemigo de los indios, inédito.
- 2002, Origen y Constitución de la Wiphala. Segunda Edición publicado.
- 2003, La Escritura Tawa. Inédito.
- 2004, Wiphalas Guerrera, publicado.
- 2005, Enemigos de la Wiphalas, inédito.
- 2005, Historia y antropología del Qollasuyu, publicado.
- 2006, Química aymara inédito.
- 2007, Significado de los nombres y apellidos, inédito.
- 2008, Sartir Willka, desde abajo vuelve el temblor, inédito.
- 2009, Paqajaq llama llama, Publicado en Aymara.
- 2010, Llamallama atawallpjama, publicado.
- 2011, Kumturkanki Sien Cóndor.
- 2011, Insurrección de Indios y toma de Oruro, 10 de Febrero 1781, publicado.
- 2012, lIamallama y los patriotas post invasores, publicado.
- 2013, Calendarios del Tawantinsuyo. Inédito.
- 2014, Rumi Maqui en su centenario. Inédito.